# スイートプリキュア♪ サウンドアルバム
『スイートプリキュア♪ サウンドアルバム』は、東堂いづみ原作によるアニメシリーズ第8作『スイートプリキュア♪』のボーカルアルバム、オリジナル・サウンドトラックシリーズ。

## ボーカルアルバム

### とどけ！ 愛と希望のシンフォニー
『スイートプリキュア♪』初のボーカルアルバムで、主題歌・新録曲やメインキャラクターのイメージソングを全11曲収録している。オープニングテーマ・エンディングテーマもフルサイズで収録。初回封入特典として、ジャケットイラストステッカーが同梱されている。ジャケットジャケットには、キュアメロディ、キュアリズム、キュアビート、ハミィがプリントされている。
1. ドレミファプリキュア♪ [3:55]
歌：工藤真由&池田彩withハミィ（CV：三石琴乃）
作詞：六ツ見純代、作曲：高取ヒデアキ、編曲：籠島裕昌
2. ラ♪ラ♪ラ♪スイートプリキュア♪ [3:27]
歌：工藤真由
作詞：六ツ見純代、作曲：marhy、編曲：久保田光太郎
朝日放送・テレビ朝日系列テレビアニメ『スイートプリキュア♪』前期オープニングテーマ
3. Sm!Ie L!Nk [4:25]
歌：北条響/キュアメロディ（CV：小清水亜美）
作詞：青木久美子、作曲：UZA、編曲：梅堀淳
4. たいせつなもの [4:23]
歌：南野奏/キュアリズム（CV：折笠富美子）
作詞：磯谷佳江、作曲：間瀬広司、編曲：水谷広実
5. 希望はつづく [3:35]
歌：響＆奏
作詞：青木久美子、作曲・編曲：藤澤健至
6. キミがいる [3:59]
歌：工藤真由
作詞：瀬名恵、作曲・編曲：笹本安詞
7. スイートシンフォニー [3:29]
歌：池田彩
作詞・作曲：HI-D、編曲：EQ
8. スマイルエール [4:37]
歌：工藤真由&池田彩
作詞：磯谷佳江、作曲：YOFFY、編曲：大石憲一郎
9. Heart Beatは止まらない！ [3:55]
歌：黒川エレン/キュアビート（CV：豊口めぐみ）
作詞：六ツ見純代、作曲・編曲：高梨康治
10. 約束のメロディ [4:26]
歌：キュアメロディ＆キュアリズム＆キュアビート
作詞：Funta3、作曲・編曲：Funta7
11. ワンダフル↑パワフル↑ミュージック!! [3:41]
歌：池田彩
作詞：六ツ見純代、作曲：marhy、編曲：久保田光太郎
朝日放送・テレビ朝日系列テレビアニメ『スイートプリキュア♪』前期エンディングテーマ

### こころをひとつに
『スイートプリキュア♪』のボーカルアルバム第2弾。後期主題歌や新録曲、キャラクターソングを全11曲収録。
1. ラ♪ラ♪ラ♪スイートプリキュア♪ 〜∞UNLIMITED∞ver.〜 [3:24]
歌：工藤真由
作詞：六ツ見純代、作曲：marhy、編曲：久保田光太郎
朝日放送・テレビ朝日系列テレビアニメ『スイートプリキュア♪』後期オープニングテーマ
2. Girls never give up life [3:46]
歌：キュアメロディ（CV：小清水亜美）
作詞：青木久美子、作曲・編曲：藤澤健至
3. ファンタスティック・メッセージ [3:50]
歌：キュアリズム（CV：折笠富美子）
作詞：磯谷佳江、作曲・編曲：HΛL
4. BEAT LOVE [4:16]
歌：キュアビート（CV：豊口めぐみ）
作詞：Funta3、作曲・編曲：Funta7
5. Overture <友情序曲> [3:52]
歌：キュアミューズ（CV：大久保瑠美）
作詞：六ツ見純代、作曲：UZA、編曲：笹本安詞
6. 夢の扉 [5:26]
歌：キュアメロディ&キュアリズム&キュアビート&キュアミューズ
作詞：Funta3、作曲・編曲：Funta7
7. ララルー ♪OYFUL（ジョイフル） [4:40]
歌：工藤真由
作詞：青木久美子、作曲：YOFFY、編曲：大石憲一郎
8. 夢色パズル [4:11]
歌：池田彩
作詞：磯谷佳江、作曲・編曲：谷本貴義
9. ずっと二人で [3:49]
歌：工藤真由&池田彩
作詞：瀬名恵、作曲・編曲：笹本安詞
10. ♯キボウレインボウ♯ [4:09]
歌：池田彩
作詞：六ツ見純代、作曲：山崎燿、編曲：Mine Chang
朝日放送・テレビ朝日系列テレビアニメ『スイートプリキュア♪』後期エンディングテーマ
11. ONE〜こころをひとつに〜 [4:26]
歌：チーム スイートプリキュア♪（キュアメロディ、キュアリズム、キュアビート、キュアミューズ、ハミィ（CV：三石琴乃）、工藤真由、池田彩）
作詞：六ツ見純代、作曲：高取ヒデアキ、編曲：籠島裕昌

### ボーカルベスト
2012年1月18日発売。初回限定封入特典はジャケットサイズ・ステッカー。
1. ラ♪ラ♪ラ♪スイートプリキュア♪
2. ドレミファプリキュア♪
3. 希望はつづく
4. Sm!le L!nk
5. たいせつなもの
6. Heart Beatは止まらない！
7. ワンダフル↑パワフル↑ミュージック!!
8. 約束のメロディ
9. MY TONE〜ココロノネイロ〜
歌：工藤真由withフェアリートーン
作詞：六ツ見純代、作曲：高取ヒデアキ、編曲：籠島裕昌
今作のボーナストラックは途中に入っている珍しい方式となった。
10. ラ♪ラ♪ラ♪スイートプリキュア♪〜∞UNLIMITED∞ver.〜
11. 夢の扉
12. Girls never give me life
13. ファンタスティック・メッセージ
14. BEAT LOVE
15. Overture<友情序曲>
16. ONE〜こころをひとつに〜
17. ♯キボウレインボウ♯

## オリジナル・サウンドトラック

### テレビシリーズ1
ABC・テレビ朝日系放送テレビアニメ『スイートプリキュア♪』のオリジナル・サウンドトラック第一弾。収録されている全32曲のBGMは高梨康治が制作を担当。また、主題歌の『ラ♪ラ♪ラ♪スイートプリキュア♪』と『ワンダフル↑パワフル↑ミュージック!!』両曲のテレビサイズ・バージョンとボーナストラックを収録。初回限定封入特典としてジャケットサイズ・ステッカーが同梱された。CDジャケットには、キュアメロディ、キュアリズム、ハミィや7つフェアリートーンがプリントされている。ブックレットには、高梨康治のインタビューを掲載。
1. レッツプレイ!プリキュアモジュレーション [2:21]
2. ラ♪ラ♪ラ♪スイートプリキュア♪（TVsize） [1:29]
3. さあ始まるニャ♪（サブタイトル） [0:12]
4. 幸福（しあわせ）のメロディ [3:03]
5. 響と奏 [0:50]
6. 加音町のメヌエット [1:33]
7. マイナーランド [0:54]
8. 出でよ!ネガトーン [2:25]
9. プリキュア大活躍! [1:50]
10. 奇跡のメロディ♪ミラクルベルティエ [1:36]
11. 大いなるリズム♪ファンタスティックベルティエ [1:46]
12. 二人のコンチェルト [2:31]
13. ひと休みニャ♪（アイキャッチ） [0:09]
14. 私立アリア学園 [0:29]
15. ニャプニャプ〜の日々 [1:46]
16. 少女たちのディベルティメント [1:40]
17. 音楽への想い [1:41]
18. あこがれの音楽王子隊 〜ピアノと弦楽四重奏による〜 [1:44]
19. 後半だニャ♪（アイキャッチ） [0:10]
20. からくり人形の楽隊 [0:45]
21. 時計塔の妖人 [1:37]
22. メフィストの姦計 [2:02]
23. プリキュア♪ミラクルハートアルペジオ! [1:31]
24. プリキュア♪ファンタスティックピアチェーレ! [1:41]
25. セイレーンの呼び声 [0:57]
26. 不幸のメロディ [2:17]
27. 登場!謎のプリキュア [1:36]
28. プリキュアの使命を胸に [1:31]
29. 新たな力♪クロスロッド! [2:06]
30. 伝説の楽譜を求めて [2:20]
31. 友情のハーモニー [1:15]
32. ワンダフル↑パワフル↑ミュージック!!（TVsize） [1:33]
33. 心にハーモニー響かせよう! [0:34]
34. 幸福（しあわせ）のメロディ 〜インストゥルメンタル〜 [3:05]<アンコール>
35. ラ♪ラ♪ラ♪スイートプリキュア♪（オリジナル・カラオケ） [2:39]<ボーナストラック>
36. ワンダフル↑パワフル↑ミュージック!!（オリジナル・カラオケ） [3:41]<ボーナストラック>

### 映画
劇場版『映画 スイートプリキュア♪ とりもどせ! 心がつなぐ奇跡のメロディ♪』のオリジナル・サウンドトラック。 収録されている全32曲のうちは高梨康治が制作を担当。また、主題歌の『ラ♪ラ♪ラ♪スイートプリキュア♪〜∞UNLIMITED∞ ver.〜』と『♯キボウレインボウ♯』両曲の映画サイズ・バージョンを収録。初回封入特典としてジャケットサイズステッカーが同梱された。
1. さあ映画が始まるニャ! [1:38]
2. ラ♪ラ♪ラ♪スイートプリキュア♪〜∞UNLIMITED∞ ver.〜（映画size） [1:27]
3. 困った父 [1:13]
4. 陽の光あびて [1:07]
5. 少女たちのディベルティメント -Light ver.- [1:40]
6. 緊迫 [1:42]
7. メイジャーランドの異変 [1:31]
8. スズとの再会 [1:55]
9. 確執 [1:13]
10. 悪の女王アフロディテ [2:03]
11. 折れそうな心 [2:11]
12. 見知らぬ母 [1:18]
13. 焦燥 [2:17]
14. 出でよ! ネガトーン  [2:26]
15. レッツプレイ! プリキュアモジュレーション -Introless ver.- [2:02]
16. 激闘のビート [1:44]
17. ハミィのピンチ [1:33]
18. プリキュア♪ミラクルハートアルペジオ! -Introless ver.- [1:25]
19. 父の想い [0:36]
20. 音楽を守る闘い [2:21]
21. 心の歌 -Instrumental- [4:44]
22. 光と闇の相克 [2:08]
23. 苦悩する魂 [1:50]
24. 決死の賭け [1:54]
25. プリキュア大活躍! [1:51]
26. 修羅の咆哮 [2:35]
27. プリキュアの使命を胸に [1:56]
28. あなたの力になりたい [1:47]
29. 輝け! ミラクルライトーン [2:18]
30. ハウリングの脅威 [1:17]
31. 傷だらけの闘志 [1:26]
32. 奇跡のメロディ [2:18]
33. プリキュア♪スイートセッションアンサンブル! [2:04]
34. 心の歌 -short ver.- [2:06]
35. ♯キボウレインボウ♯（映画size） [1:34]
36. 心の歌 [4:56]<ボーナストラック>

### テレビシリーズ2
1. プリキュア♪ハートフルビートロック！ [2:15]
2. ラ♪ラ♪ラ♪スイートプリキュア♪ 〜∞UNLIMITED∞ ver.〜（TVsize） [1:27]
3. 街角のユモレスク [1:44]
4. 悪夢の調べ [2:03]
5. プリキュアの使命を胸に 〜Light version〜 [1:56]
6. 心のビートは止められない！ [2:41]
7. 友情のハーモニー 〜Strings version〜 [2:23]
8. 希望のシンフォニー [1:45]
9. 風に踊る想い [1:35]
10. 苦悩する魂 [1:50]
11. 不安の弦奏 [1:51]
12. 女神の調べ♪キュアミューズ [2:26]
13. メイジャーランド [2:20]
14. 魔響の森 [2:14]
15. 不幸のメロディ 〜インストゥルメンタル〜 [2:58]
16. 悪の権化ノイズ [2:18]
17. 修羅の咆哮 [2:35]
18. 激闘のビート [1:45]
19. くじけない心 [2:29]
20. プリキュア♪スイートセッションアンサンブル！ [2:05]
21. 七色の橋を越えて [2:34]
22. しあわせのスキャット [1:31]
23. 伝説の楽譜ふたたび [3:00]
24. ＃キボウレインボウ＃（TVsize） [1:34]
25. ラ♪ラ♪ラ♪スイートプリキュア♪ 〜∞UNLIMITED∞ ver.〜（オリジナル・カラオケ） [3:25]<ボーナストラック>
26. ＃キボウレインボウ＃（オリジナル・カラオケ） [4:09]<ボーナストラック>
27. Heart Beatは止まらない！（オリジナル・カラオケ） [3:55]<ボーナストラック>
28. ラブギターロッドCM音楽 [0:41]<ボーナストラック>